# Fristads socken
Fristads socken i Västergötland ingick i Vedens härad och är sedan 1974 en del av Borås kommun, från 2016 inom Fristad-Gingri distrikt.
Socknens areal är 56,94 kvadratkilometer varav 49,70 land. År 1991 fanns här 5 167 invånare.  Tätorterna Frufällan och Fristad samt sockenkyrkan Fristads kyrka ligger i socknen.   

## Administrativ historik
Socknen har medeltida ursprung. 1574 införlivades Längjums socken. Längjums kyrka låg ungefär 2,5 kilometer norr om Fristads kyrka, vid det nuvarande samhället Fristads norra infart.
Vid kommunreformen 1862 övergick socknens ansvar för de kyrkliga frågorna till Fristads församling och för de borgerliga frågorna bildades Fristads landskommun. Landskommunen utökades 1952 och uppgick 1974 i Borås kommun. Församlingen uppgick 1992 i Fristad-Gingri församling som 2010 uppgick i en nybildad Fristads församling.
1 januari 2016 inrättades distriktet Fristad-Gingri, med samma omfattning som Fristad-Gingri församling hade 1999/2000, och vari detta sockenområde ingår.
Socknen har tillhört län, fögderier, tingslag och domsagor enligt vad som beskrivs i artikeln Vedens härad. De indelta soldaterna tillhörde Älvsborgs regemente, Ås och Vedens kompanier och Västgöta regemente, Elfsborgs kompani.

## Geografi
Fristads socken ligger nordost om Borås kring Viskan och Munkån och med Öresjön i söder och Ärtingen i väster. Socknen har odlingsbygd i ådalarna och vid sjön och är i övrigt en skogsbygd med mossar i nordost.

## Fornlämningar
Boplatser, lösfynd och några hällkistor från stenåldern är funna. Från bronsåldern finns gravrösen. Från järnåldern finns gravfält.

## Namnet
Namnet skrevs 1352 Fristada och kommer från kyrkbyn. Efterleden är sta(d), 'boplats, ställe'. Förleden kan innehålla fridher, vacker, god, förträfflig' och kan ha varit ett mansbinamn.